# Portret Adama Kazimierza Czartoryskiego
Portret Adama Kazimierza Czartoryskiego – obraz Józefa Peszki przedstawiający polskiego polityka, publicystę i mecenasa sztuki.

## Opis
Adam Kazimierz Czartoryski został ukazany na sposób barokowy. Na obrazie są wyróżnione detale, które wskazują na wysoką pozycję prezentowanej osoby. Na głowie Czartoryskiego jest pudrowana peruka, na złocistym fraku leży czerwony płaszcz z futrem gronostajowym. Przez ramię przewieszona jest wstęga, a na piersi gwiazda Orderu Orła Białego. Dłoń spoczywa na księdze, za którą leży mitra książęca.